# Georg Christoph von Taupadel
Georg Christoph von Taupadel (Taubadel), född omkring 1600 i Fichtenberg, död 12 mars 1647 i Blotzheim, var en tysk krigare.
von Taupadel tjänade 1625–1628 i Danmark under Bernhard av Weimar och blev 1628 överstelöjtnant i svensk tjänst. I februari 1631 övergick han med fyra av honom värvade kompanier dragoner från Preussen till Tyskland, där han samma år blev överste för ett kavalleriregemente. I juli 1632 råkade han falla i Wallensteins händer, men denne frigav honom omedelbart för att genom honom söka inleda förhandlingar med Gustav II Adolf. I de följande striderna omkring lägret vid Nürnberg deltog han med utmärkelse och i september 1632 vann han ytterligare berömmelse när han avvisade Wallensteins försök att erövra det åt honom anförtrodda Koburg. Till belöning utnämndes han till generalmajor och kommendant i Erfurt.
År 1633 deltog han i de operationer, som i november ledde till Regensburgs erövring av hertig Bernhard och 1634 förlorade han genom ett skottsår ena armen. Sedan han återvänt i fält blev han efter nederlaget vid Nördlingen kommendant på Schorndorf i Württemberg, men förmådde inte försvara detta. Under hertig Bernhards följande fälttåg anförde han bland annat 1638 högra flygeln i de båda slagen vid Rheinfelden och bidrog väsentligt till hertigens seger i det senare av dessa. Vid Wittenweyer vågade han sig för långt fram under förföljandet av den slagna fienden och råkade i fångenskap. Utväxlad 1640, deltog han i den tidigare weimarska arméns fälttåg i Frankrikes sold.
År 1643 var han ännu i aktiv tjänst, men vid denna tid insjuknade han, begärde i april 1645 avsked och drog sig tillbaka till sitt gods Blotzheim i trakten av Basel.